# Tomasz Gielo
Tomasz Gielo (Stettino, 4 gennaio 1993) è un cestista polacco.

## Carriera
Con la Polonia ha disputato i Campionati europei del 2017.

## Palmarès
- Coppa Intercontinentale: 1

Canarias: 2020
- FIBA Europe Cup: 1

Bilbao: 2024-2025